# Krymno (rejon kamieński)
Krymno (ukr. Кримне) – wieś na Ukrainie w rejonie kamieńskim obwodu wołyńskiego.

## Historia
Pod koniec XIX w. wieś w gminie Krymno, w powiecie włodzimierskim.